# Josef Wenzig

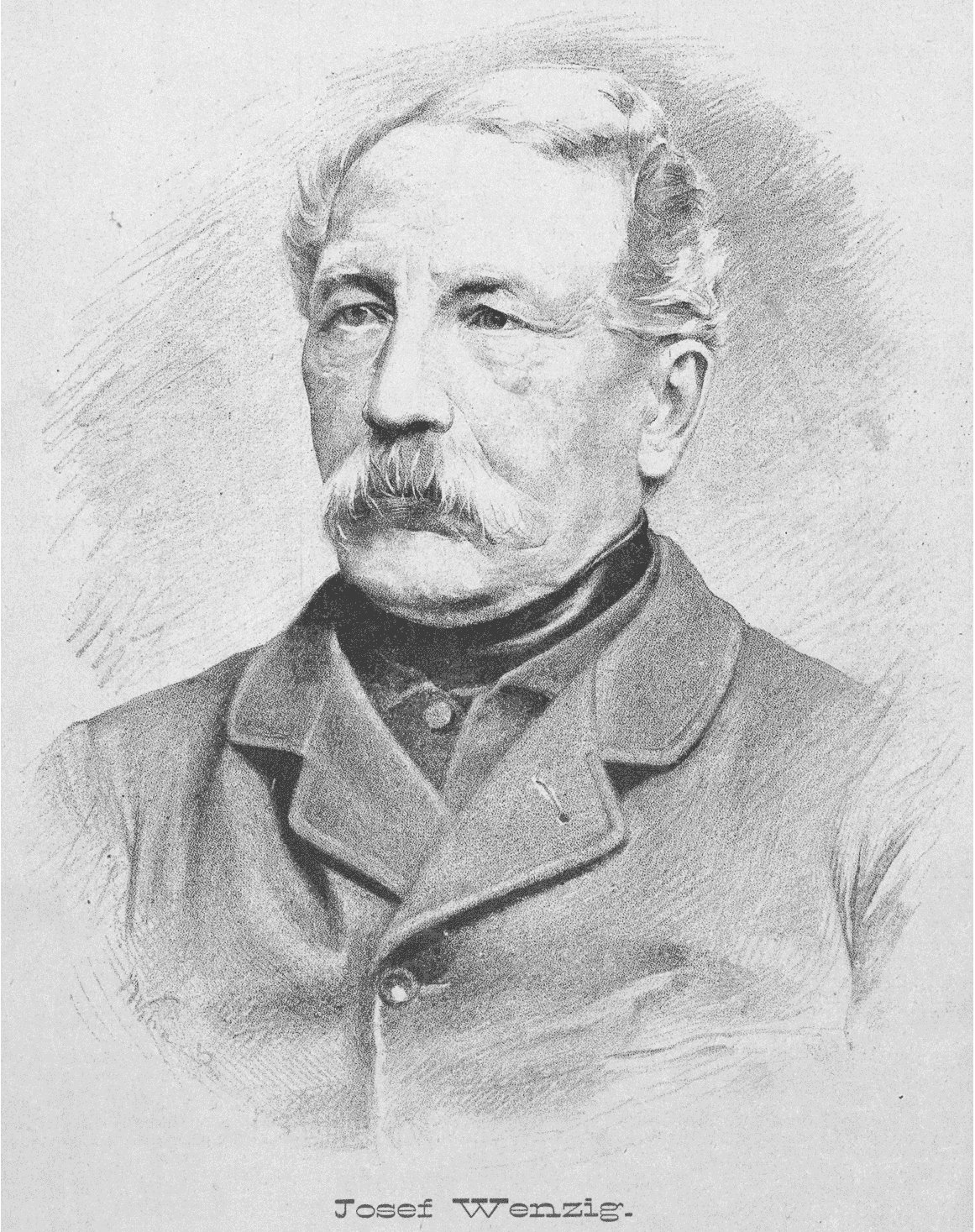
Josef Wenzig, Zeichnung von Jan Vilímek

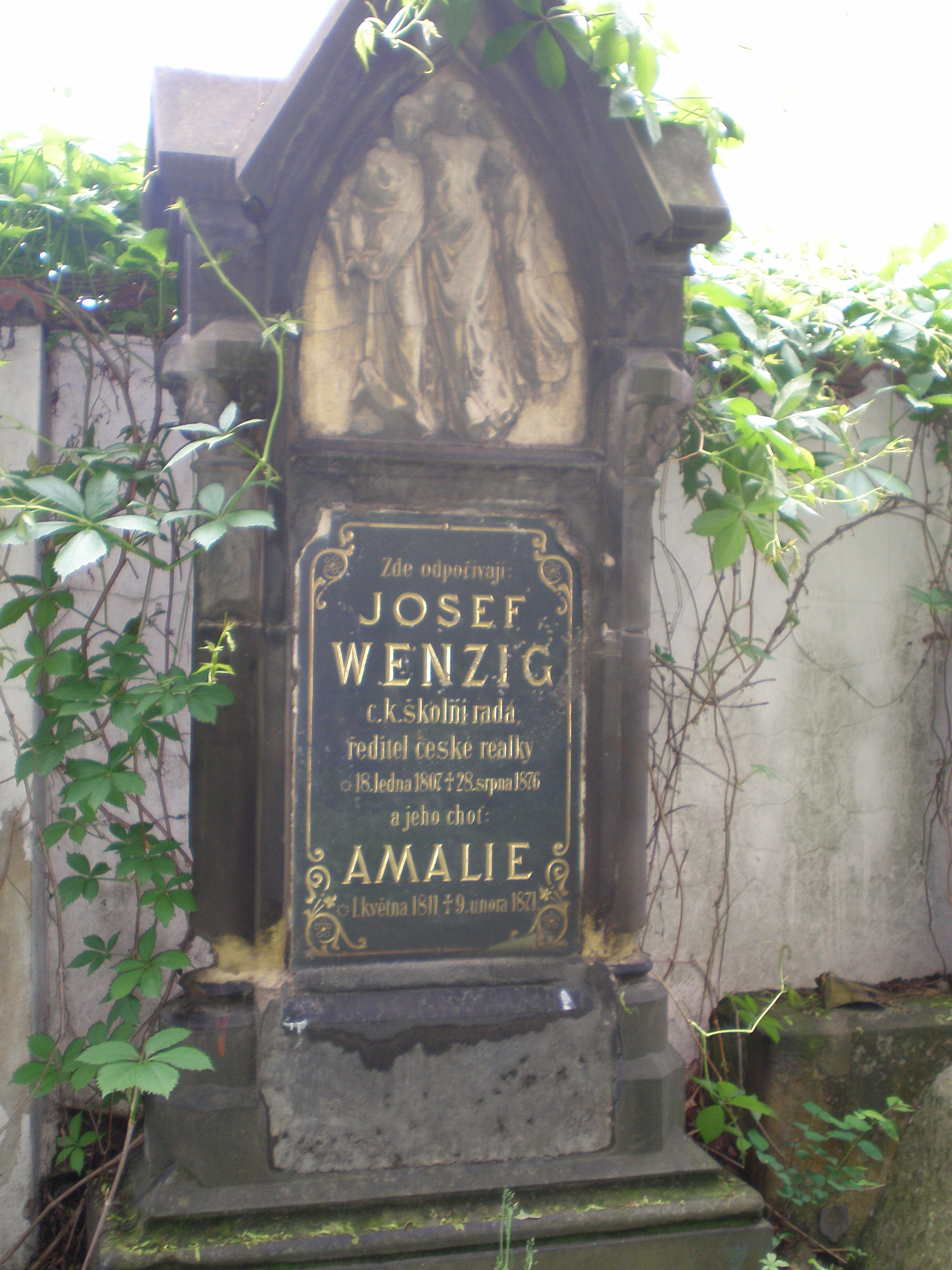
Wenzigs Grab in Prag

Josef Wenzig (* 18. Januar 1807 in Prag, Kaisertum Österreich; † 28. August 1876 in Turnov, Österreich-Ungarn) war ein böhmischer Schriftsteller und Verfasser von Libretti.

## Leben
Wenzig war Erzieher in Adelsfamilien, Rektor der tschechischen Realschule in Prag und ab 1833 Professor der deutschen Sprache und Erdkunde. Während seiner Lehrtätigkeit wirkte er auch an der Gleichstellung der tschechischen Sprache mit der deutschen an den Schulen mit (Lex Wenzig). Er war Leiter des Künstlervereins (Umělecká beseda) und lernte dort Bedřich Smetana kennen.

## Werke
Wenzig versuchte sich als Schriftsteller und schrieb ein Theaterstück, das von Jan Neruda positiv rezensiert wurde. Als Dramatiker war er jedoch für seine Zeit unbedeutend. Bekannter sind seine Libretti, die er zunächst in deutscher Sprache schrieb und dann ins Tschechische übersetzen ließ, Dalibor und Libuše, beide vertont von Smetana. Viele seiner Gedichte wurden von Johannes Brahms vertont: op. 31 / 2 + 3; op. 43 / 1; op. 48 / 1 + 4; op. 49 / 3; op.  61 / 4; op. 69 / 1 + 2 + 3 + 4; op. 75 / 3; op. 104 / 4.
Er übersetzte auch tschechische/slowakische Lieder, Gedichte, Märchen und Sagen ins Deutsche – darunter auch das slowakische Volksmärchen Von den zwölf Monaten, das mehrmals verfilmt wurde. Wenzig verfasste auch eine deutsche Fassung der Hymne Kde domov můj. Diese Version wurde aber nie offiziell verwendet. Das zuständige tschechische Ministerium entschied sich für die Version von Wenzel Karl Ernst.